# 訃報 2010年1月
訃報 2010年1月（ふほう 2010ねん1がつ）では、2010年1月中に物故した、又は物故が報じられた人物についてまとめる。

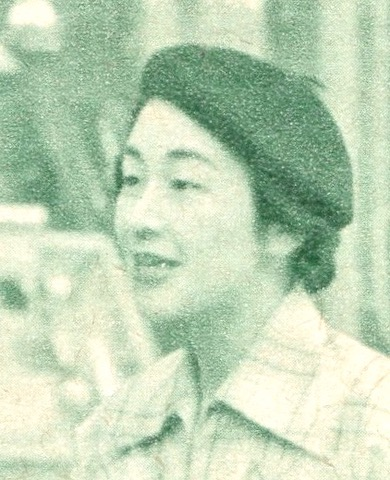
東恵美子／1月8日没

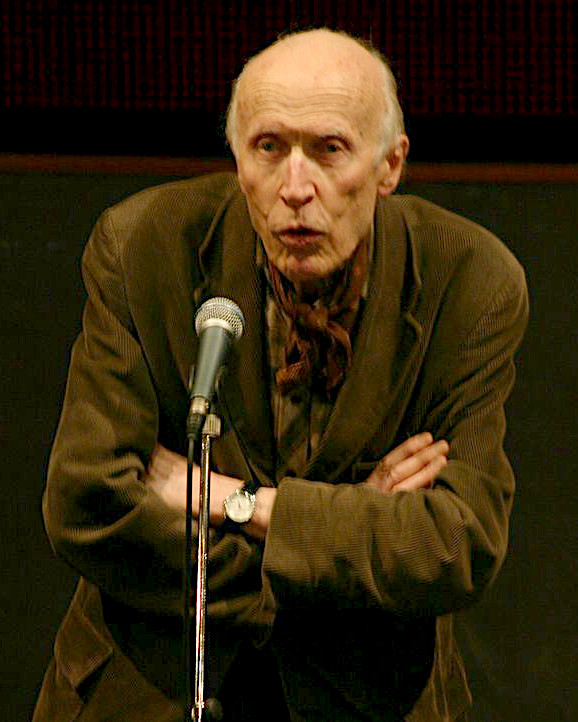
エリック・ロメール／1月11日没

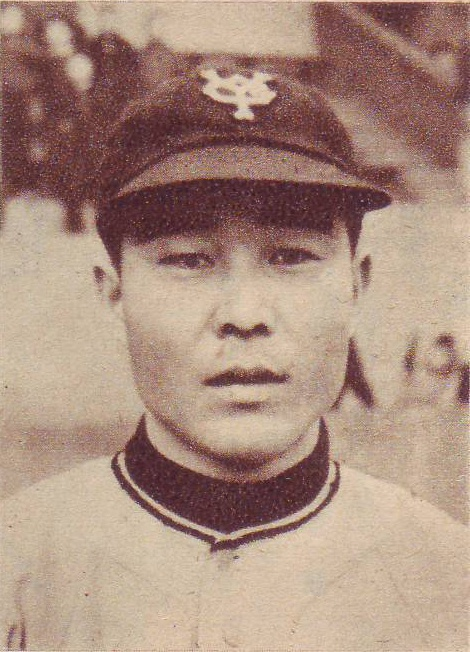
武宮敏明／1月15日没

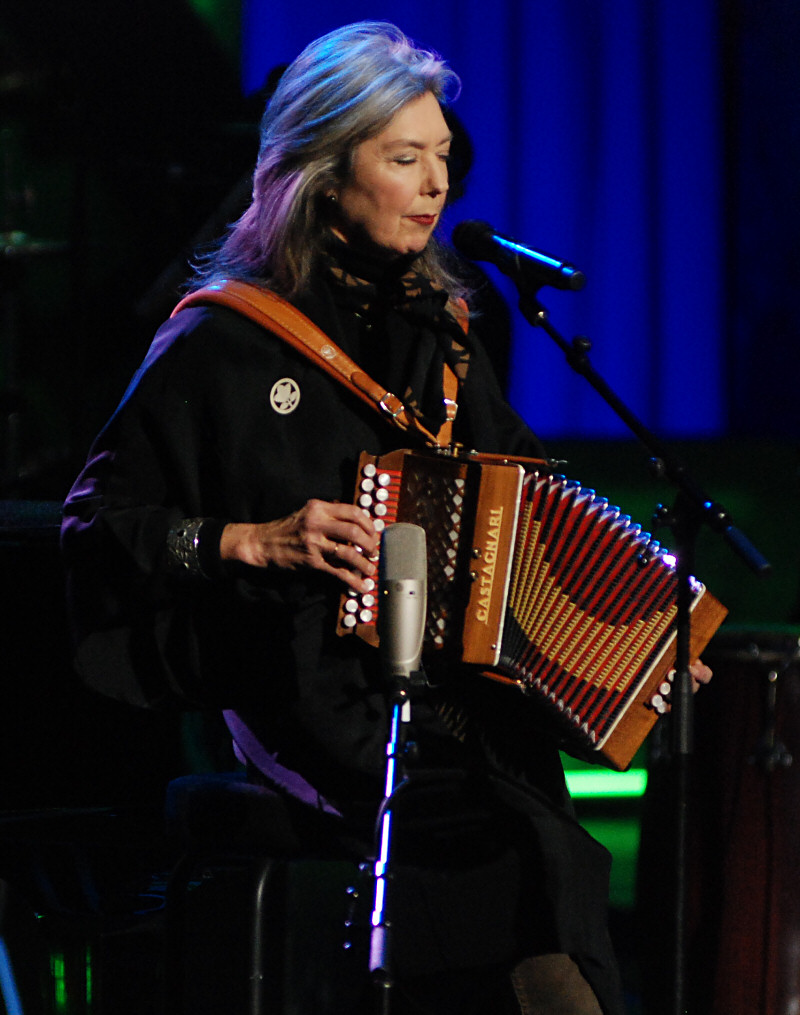
ケイト・マクギャリグル／1月18日没

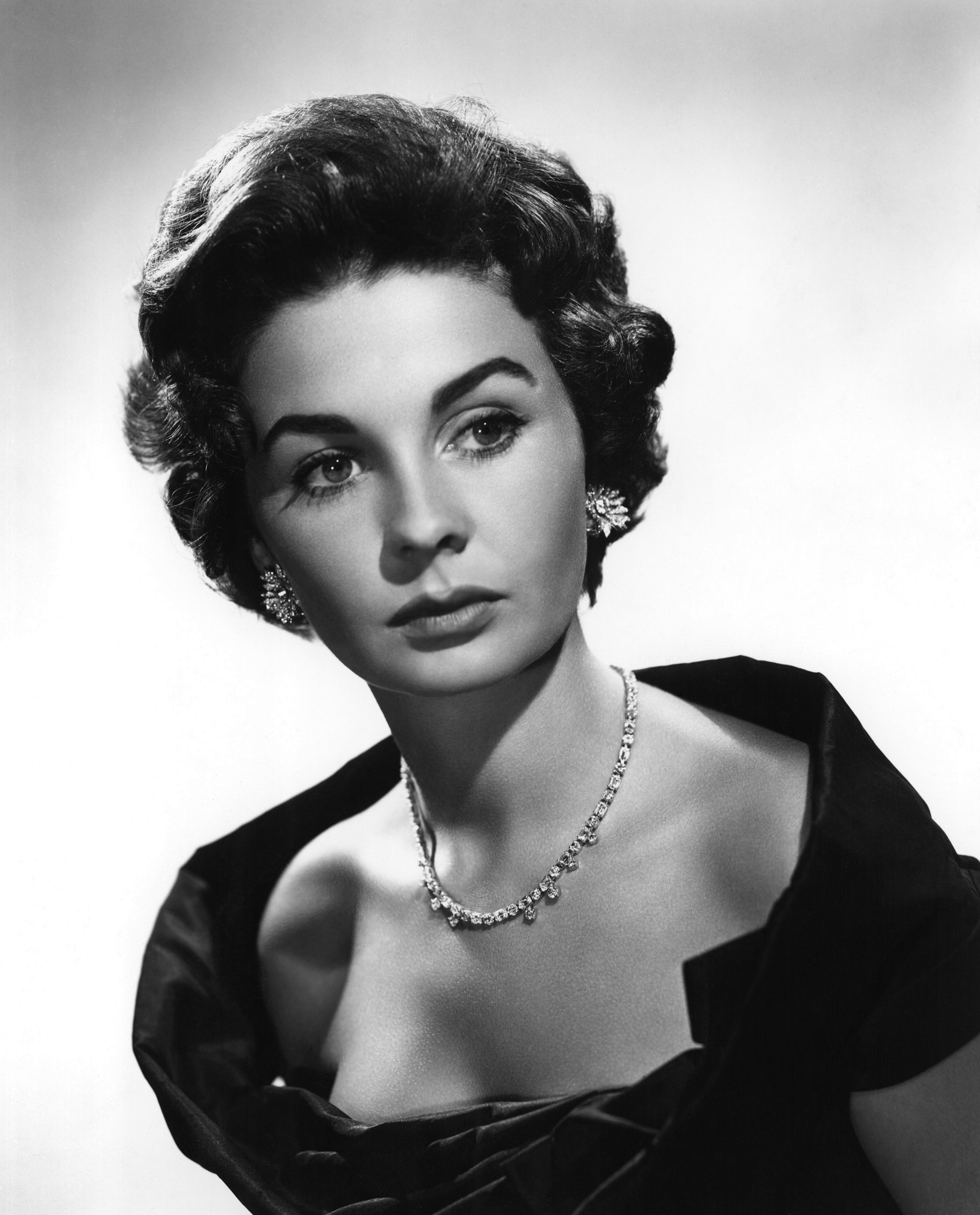
ジーン・シモンズ／1月22日没

## （1日 - 15日）
- 1月1日 - フライア・フォン・モルトケ(Freya von Moltke)[1]、ドイツ人社会運動家(反ナチスレジスタンス運動家)（* 1911年)
- 1月1日 - 角田房子[2]、日本の作家（* 1914年)
- 1月1日 - 平尾源太夫、日本の政治家、豪農、元兵庫県豊岡市長（* 1922年)
- 1月1日 - アルフレッド・マリオ・エスポシト・カストロ[3]、アルゼンチンの司教（* 1927年)
- 1月1日 - 久野浩平、日本の演出家（* 1929年)
- 1月1日 - ファイサル・ビン・シャムラン、イエメンの政治家、2006年大統領選挙立候補者（* 1934年)
- 1月1日 - モハメド・ラフマト、マレーシアの政治家（* 1938年)
- 1月1日 - 成川哲夫、日本の元俳優、空手家（* 1944年)
- 1月1日 - ペリヤサミ・チャンドラセカラン、スリランカの政治家（* 1957年)
- 1月1日 - ラサ・デ・セラ、メキシコの歌手（* 1972年)
- 1月2日 - 市原昌三郎、日本の行政法学者（* 1922年)
- 1月2日 - 梅垣洋一郎、日本の医師、放射線医学総合研究所顧問（* 1922年)
- 1月2日 - デボラ・ハウエル(Deborah Howell) 、アメリカ合衆国のジャーナリスト（* 1941年)
- 1月3日 - グスタヴォ・ベセラ＝シュミット(Gustavo Becerra-Schmidt) 、チリの作曲家（* 1925年)
- 1月3日 - 寺田孚、日本の資源開発工学者、京都大学名誉教授（* 1928年)
- 1月3日 - トマシュ・ニェボードニーチャンスキー、ポーランドの物理学者、収集家（* 1933年)
- 1月4日 - ヨハン・フェリエール(Johan Ferrier)、スリナムの初代大統領（* 1910年)
- 1月4日 - 堂本元次、日本画家（* 1914年)
- 1月4日 - 山口彊、広島と長崎の両方で被爆した二重被爆者の1人（* 1916年)
- 1月4日 - 永野茂門、日本の政治家、大日本帝国軍人、元参議院議員、第57代法務大臣（* 1922年)
- 1月4日 - 山元勉、日本の政治家、元衆議院議員（* 1932年)
- 1月4日 - 溝上恵、東京大学名誉教授(地震計測学)、元気象庁地震防災対策強化地域判定会会長（* 1937年)
- 1月4日 - トニー・クラーク、イギリスのギタリスト、ムーディー・ブルースのプロデューサー（* 1941年)
- 1月4日 - ケイシー・ジョンソン、アメリカ合衆国のソーシャライト（* 1979年)
- 1月5日 - ゲオルゲ・シリミス、キプロスの政治家（* 1921年)
- 1月5日 - ケネス・ノーランド(Kenneth Noland)、アメリカ合衆国の画家（* 1924年)
- 1月5日 - ウィリー・ミッチェル(Willie Mitchell)、アメリカ合衆国の音楽家（* 1928年)
- 1月5日 - トニ・テクチェアヌ、ルーマニアのコメディ俳優（* 1972年)
- 1月6日 - 蓮田修吾郎、日本の鋳金家（* 1915年)
- 1月6日 - グラハム・レナード(Graham Leonard)、イングランド国教会司教（* 1921年)
- 1月6日 - 武藤信一、日本の実業家、三越伊勢丹ホールディングス会長（* 1945年)
- 1月7日 - 小島清、日本の経済学者、一橋大学名誉教授（* 1920年)
- 1月7日 - 宗鳳鳴、中華人民共和国の作家（* 1920年)
- 1月7日 - フィリップ・セガン、フランスの政治家、フランス国民議会元議長（* 1943年)
- 1月7日 - MINAMI、日本の歌手、D-LOOPボーカリスト（* 1975年)
- 1月8日 - オトマール・スウィトナー、オーストリアの指揮者（* 1922年)
- 1月8日 - ボブ・ブラックバーン(Bob Blackburn)、アメリカ合衆国のスポーツアナウンサー（* 1924年)
- 1月8日 - 東恵美子、日本の女優（* 1924年)
- 1月8日 - アミール・ヴァヘディ、イランのポーカー選手（* 1961年)
- 1月9日 - ファティマ・ハシム(Fatimah Hashim)、マレーシアの政治家（* 1924年)
- 1月9日 - 宮澤健一、日本の経済学者、一橋大学元学長（* 1925年)
- 1月9日 - アルマンド・ラザフィンドラタンドラ(Armand Razafindratandra)、マダガスカルの枢機卿（* 1925年)
- 1月9日 - 真木利一、日本のピアニスト（* 1927年)
- 1月9日 - 岸川隆憲、日本の実業家、サークルK元社長（* 1931年)
- 1月9日 - パナヨト・パノ、アルバニアのサッカー選手（* 1939年)
- 1月9日 - エフゲニー・パラディエフ、ソビエト連邦のアイスホッケー選手（* 1948年)
- 1月9日 - アメレテ・アバロ(Améleté Abalo)、トーゴのサッカー選手、サッカートーゴ代表コーチ（* 1962年)
- 1月9日 - ルパート・ハマー(Rupert Hamer)、イギリスのジャーナリスト（* 1970年)
- 1月10日 - 楢崎彰一、日本の考古学者（* 1925年)
- 1月10日 - 田中順一郎、日本の実業家、三井不動産元社長（* 1929年)
- 1月10日 - 大塚雄司、日本の政治家、元自由民主党衆議院議員、第56代建設大臣、元東京都議会議員（* 1929年)
- 1月10日 - クリスピン・ソーハインド(Crispin Sorhaindo)、ドミニカ国の元首相（* 1931年)
- 1月10日 - マノ・ソロ(Mano Solo)、フランスの歌手（* 1936年)
- 1月10日 - トニー・ハルメ(Tony Halme)、フィンランドのプロボクサー、格闘技選手（* 1963年)
- 1月11日 - ヘルミーネ・ザントロシェッツ(ミープ・ヒース)、諸国民の中の正義の人（* 1909年)
- 1月11日 - エリック・ロメール、フランスの映画監督（* 1920年)
- 1月11日 - 鈴木せき子、日本の実業家、あつた蓬莱軒四代目女将（* 1922年)
- 1月11日 - ジュリエット・アンダーソン、アメリカ合衆国のポルノ女優（* 1938年)
- 1月11日 - 長谷川三郎、日本の地方競馬調教師【神奈川県川崎競馬組合所属】（* 1949年)
- 1月12日 - アラスター・マーティン、アメリカ合衆国のテニス選手（* 1915年)
- 1月12日 - グリッサダー・アルンウォン・ナ・アユタヤ(กฤษฎา อรุณวงษ์ ณ อยุธยา)、タイ王国の建築家、元バンコク都知事（* 1932年)
- 1月12日 - 春風亭栄橋、日本の落語家（* 1939年)
- 1月12日 - ダニエル・ベンサイド - フランスの哲学者、トロツキスト（* 1946年)
- 1月12日 - 斉城昌美、日本の小説家（* 1954年)
- 1月13日 - 武田五郎、日本の実業家、大洋ホエールズ元球団社長（* 1922年)
- 1月13日 - 山崎春之、学校法人駿河台大学名誉総長（* 1926年)
- 1月13日 - 田の中勇、日本の声優（* 1932年)
- 1月14日 - 清水勇、日本の政治家、元日本社会党衆議院議員（* 1925年)
- 1月14日 - ペトラ・シュルマン、ドイツのモデル、TVアナウンサー、女優（* 1935年)
- 1月14日 - ボビー・チャールズ、アメリカ合衆国のシンガーソングライター（* 1938年)
- 1月15日 - 前川誠郎、日本の西洋美術研究家（* 1920年)
- 1月15日 - 武宮敏明、日本の元プロ野球選手、指導者、読売ジャイアンツ元二軍監督、合宿所寮長（* 1921年)
- 1月15日 - マーシャル・ニーレンバーグ、アメリカ合衆国の生化学者、1968年ノーベル生理学・医学賞受賞者（* 1927年)

## （16日 - 31日）
- 1月16日 - 中尾銑治、日本の元競馬騎手、調教師【日本中央競馬会所属】（* 1935年)
- 1月16日 - 柴田勝久、日本の元大相撲力士、元プロレスラー、レフェリー（* 1943年)
- 1月16日 - 柴野拓美、日本のSF翻訳家、SF作家、SF研究家（* 1926年)
- 1月17日 - 山口平四郎、日本の地理学者（* 1909年)
- 1月17日 - 小紫芳夫、日本の実業家、横浜倉庫会長、馬主（* 1927年)
- 1月17日 - 藤本久徳、日本の舞台美術家（* 1932年)
- 1月17日 - 茶珎和雄、日本の園芸学者、大阪府立大学名誉教授（* 1935年)
- 1月17日 - エリック・シーガル、アメリカ合衆国の作家、脚本家、教育者（* 1937年)
- 1月17日 - 浅川マキ、日本の歌手、作詞家、作曲家、編曲家（* 1942年)
- 1月17日 - 笹原嘉弘、日本の実業家、アナウンサー（元札幌テレビ放送）、元札幌テレビ放送非常勤顧問（* 1946年）
- 1月17日 - 小林繁、日本の元プロ野球選手、指導者、野球解説者、北海道日本ハムファイターズ一軍投手コーチ【読売ジャイアンツ、阪神タイガース所属】（* 1952年)
- 1月17日 - 郷里大輔、日本の声優（* 1952年)
- 1月17日 - ゲインズ・アダムス、アメリカ合衆国のアメリカンフットボール選手（* 1983年)
- 1月17日 - ジョティ・バス(Jyoti Basu)、インドの元政治家(インド共産党マルクス主義派)、第13代西ベンガル州首相（* 1914年)
- 1月18日 - 木原実、日本の政治家、歌人、元日本社会党衆議院議員（* 1916年)
- 1月18日 - ロバート・B・パーカー - アメリカ合衆国の作家（* 1932年)
- 1月18日 - ミッキー安川、日本のタレント・ラジオパーソナリティ（* 1933年)
- 1月18日 - ギュンター・ミルケ - ドイツの長距離走選手（* 1942年)
- 1月18日 - ケイト・マクギャリグル、カナダのフォークミュージックシンガーソングライター、ケイト&アンナ・マクギャリグルメンバー（* 1946年)
- 1月19日 - エルンスト・クラマー(Ernst Cramer)、ドイツのジャーナリスト（* 1913年)
- 1月19日 - ウラジミール・カルポフ(Карпов, Владимир Васильевич)、ロシアの作家（* 1922年)
- 1月19日 - ビル・マクラレン(Bill McLaren)、スコットランドのラグビーフットボール解説者（* 1923年)
- 1月19日 - 五十川清、日本のアコースティックギタリスト（* 1954年)
- 1月19日 - セルヘ・レモンデ(Cerge Remonde)、フィリピン政府大統領報道官（* 1958年)
- 1月19日 - 白石正三、日本の元プロテニス選手（* 1958年)
- 1月20日 - 井内正浩、日本の能楽師（* 1930年)
- 1月21日 - カミーユ・モラーヌ(Camille Maurane) 、フランスのバリトン歌手（* 1911年)
- 1月21日 - 土方与平、日本の演劇プロデューサー（* 1927年)
- 1月22日 - ジーン・シモンズ、イギリスの女優（* 1929年)
- 1月22日 - 後藤啓一、日本の産業臨床心理学者、北海学園大学名誉教授（* 1930年)
- 1月23日 - カーミット・タイラー(Kermit Tyler)、アメリカ合衆国の元陸軍将校(中佐)（* 1913年)
- 1月23日 - アール・ワイルド、アメリカ合衆国のピアニスト（* 1915年)
- 1月23日 - 渡辺道子、日本の弁護士、第二東京弁護士会所属（* 1915年)
- 1月23日 - 江口浩司、日本の作曲家（* 1927年)
- 1月23日 - 美濃部重克、日本の国文学者（* 1943年)
- 1月23日 - オレグ・ヴェリキー、ウクライナのハンドボール選手（* 1977年)
- 1月24日 - 筒井寛秀、日本の僧侶、東大寺第212世別当（* 1921年)
- 1月24日 - ガザリ・シャフィ、マレーシアの政治家、同国元外務大臣（* 1922年)
- 1月24日 - ロバート・アダム・モズバカー(Robert Adam Mosbacher)、アメリカ合衆国の実業家、第28代アメリカ合衆国商務長官（* 1927年)
- 1月24日 - パーネル・ロバーツ、アメリカ合衆国の映画俳優（* 1928年)
- 1月24日 - 大原健士郎、日本の精神医学者、浜松医科大学名誉教授（* 1930年)
- 1月24日 - 鰺坂青青、日本の登山家、読売新聞山岳カメラマン（* 1933年)
- 1月24日 - 永田法順、日本の琵琶法師、住職（* 1935年)
- 1月25日 - チャールズ・マティアス(Charles Mathias)、アメリカ合衆国の政治家、メリーランド州選出アメリカ合衆国議会元議員（* 1922年)
- 1月25日 - 田村明、日本の都市計画家（* 1926年)
- 1月25日 - 佐々木徳夫、日本の昔話収集家（* 1929年)
- 1月25日 - アリー・ハサン・アル＝マジード、イラクの元政治家、ケミカル・アリーの名で知られた人物（* 1941年)
- 1月25日 - 北森鴻、日本の推理作家（* 1961年)
- 1月26日 - 水野弥穂子、日本の仏教学者、僧侶（* 1921年)
- 1月26日 - 小林治雄、日本の漫画家（* 1925年)
- 1月26日 - 山口比呂志、日本のジャーナリスト、文化通信社名誉会長（* 1928年)
- 1月27日 - J・D・サリンジャー、アメリカ合衆国の小説家（* 1919年)
- 1月27日 - 西川俊作、日本の経済学者、慶應義塾大学名誉教授（* 1932年)
- 1月27日 - ゼルダ・ルビンスタイン、アメリカ合衆国の女優（* 1933年)
- 1月27日 - アジメール・シン、インドの短距離走選手（* 1940年)
- 1月27日 - 夏夕介、日本の俳優（* 1950年)
- 1月28日 - 山元峯生、日本の実業家、全日空副会長(元社長)（* 1945年)
- 1月28日 - 戸部けいこ、日本の漫画家（* 1957年)
- 1月28日 - 松村劭、日本の軍事評論家（* 1934年)
- 1月29日 - 城秀男、日本の染織家、佐賀大学名誉教授（* 不明)
- 1月29日 - 内野治人、日本の内科医、京都大学名誉教授（* 1926年)
- 1月29日 - トム・ブルックシャー(Tom Brookshier)、アメリカ合衆国の元アメリカンフットボール(フィラデルフィア・イーグルス)選手（* 1931年)
- 1月29日 - 工藤雅樹、日本の歴史学者、福島大学名誉教授（* 1937年)
- 1月29日 - 相原真理子、日本の翻訳家（* 1947年)
- 1月29日 - ザヒド・シェイク、パキスタンのホッケー選手（* 1949年)
- 1月30日 - 井倉和也、日本の銀行家、滋賀銀行元頭取（* 1921年)
- 1月30日 - 川村たかし、日本の児童文学作家（* 1931年)
- 1月31日 - 伊藤ていじ、日本の建築学者、工学院大学元学長（* 1922年)
- 1月31日 - 谷喜雄、日本の生化学者、聖母女学院短期大学学長・名誉教授（* 1929年)
- 1月31日 - ピエール・ヴァネック(Pierre Vaneck)、フランスの俳優（* 1931年)
- 1月31日 - ケージ・ベーカー(Kage Baker)、アメリカ合衆国のSF作家（* 1952年)
- 1月31日 - ポウリー・フエマナ[4](Pauly Fuemana)、ニュージーランドのシンガーソングライター（* 1969年)
- 1月31日 - 嵯峨野昇、日本の元プロ野球選手（* 1942年）